# Ludwig Nägele
Ludwig Jakob Nägele (* 11. November 1869 in Jux; † 2. November 1950 in Nürtingen) war ein württembergischer Oberamtmann und Landrat.

## Leben und Werk
Ludwig Nägele war der Sohn eines Gastwirts. Er studierte Rechtswissenschaft in Tübingen und wurde dort 1889 Mitglied der Burschenschaft Palatia Tübingen im ADB, der heutigen Alten Turnerschaft Palatia Tübingen. Nach Ablegen der Höheren Verwaltungsdienstprüfungen 1893 und 1895 trat er am 15. August 1895 in die württembergische Innenverwaltung ein. 1901 wurde er Amtmann beim Oberamt Balingen und 1905 beim Oberamt Reutlingen. Am 15. Juni 1918 trat er seine erste Stelle als Oberamtmann und Amtsvorstand beim Oberamt Gerabronn an. 1923 versetzte man ihn als Amtsvorstand zum Oberamt Nürtingen, 1928 änderte sich seine Amtsbezeichnung in Landrat. Da er nicht Mitglied der NSDAP werden wollte, musste er am 30. September 1933 nach Aufforderung durch das Innenministerium seine vorzeitige Zurruhesetzung beantragen. Ab 1940  war er Leiter und Geschäftsführer des Wirtschaftsamts Nürtingen, bis 1945 als Angestellter, danach bis 1947 ehrenamtlich.